# 高野百介
高野 百介（たかの ももすけ、1912年7月9日 - 1945年4月1日）は、長野県出身のプロ野球選手（外野手）。

## 来歴・人物
1912年に長野県で生まれた。松本商業学校（現・松商学園高等学校）時代は同校にベンチコーチとして在籍していた藤本定義の指導を受け、1928年春と夏の甲子園に連続出場し、夏の大会ではエースとして大活躍した中島治康と共に、同校の優勝に貢献した。高野自身は主に8番ライトで出場し、準決勝の高松中戦では先制のセンター前タイムリーヒットを打った。松本商を卒業後は立教大学へ進学した。
1938年に南海軍へ入団。1938年秋季シーズンはリーグ戦の40試合に全試合出場し、中村金次に次いで「第2代ホークス4番打者」 に任されるなど、中心打者として活躍した。主に3～6番を打ち、レフトを守っていた。結果的に現役最後の出場となった、11月15日の名古屋軍（後楽園球場）では、当時のエース・松尾幸造から試合を決める三塁打を放ち、チームの創設年度最下位陥落の危機を救った。
1938年シーズン終了後、応召。1945年4月1日、シンガポールから日本へ帰国する途中に乗船した阿波丸がアメリカ海軍の潜水艦に攻撃され（阿波丸事件）、戦死した。32歳没。
東京ドーム敷地内にある鎮魂の碑に彼の名が刻まれている。
高野の娘は静岡県の加藤学園高等学校校長として同校野球部を創設した人物で、加藤学園高等学校野球部は新型コロナウイルスの影響により開催中止となった第92回選抜高等学校野球大会出場校となり、代替の2020年甲子園高校野球交流試合に出場した。

## 詳細情報

### 年度別打撃成績
| 年 度     | 球 団     | 試 合 | 打 席 | 打 数 | 得 点 | 安 打 | 二 塁 打 | 三 塁 打 | 本 塁 打 | 塁 打 | 打 点 | 盗 塁 | 盗 塁 死 | 犠 打 | 犠 飛 | 四 球 | 敬 遠 | 死 球 | 三 振 | 併 殺 打 | 打 率 | 出 塁 率 | 長 打 率 | O P S |
| --------- | --------- | ----- | ----- | ----- | ----- | ----- | -------- | -------- | -------- | ----- | ----- | ----- | -------- | ----- | ----- | ----- | ----- | ----- | ----- | -------- | ----- | -------- | -------- | ----- |
| 1938秋    | 南海      | 40    | 150   | 131   | 15    | 28    | 7        | 2        | 1        | 42    | 15    | 8     | --       | 2     | --    | 17    | --    | 0     | 25    | --       | .214  | .304     | .321     | .625  |
| 通算：1年 | 通算：1年 | 40    | 150   | 131   | 15    | 28    | 7        | 2        | 1        | 42    | 15    | 8     | --       | 2     | --    | 17    | --    | 0     | 25    | --       | .214  | .304     | .321     | .625  |

- 各年度の太字はリーグ最高

### 背番号
- 7 （1938年）[8]